# Författningsdomstol
En författningsdomstol eller konstitutionsdomstol är en statlig institution för så kallad normkontroll, det vill säga att den har till funktion att kontrollera om lagar strider mot grundlagen och därmed förklara dem ogiltiga. Den står inte över politiken[källa behövs]. Den garanterar bara att det som varit så viktigt att politikerna skrivit in det i grundlagen tolkas på ett konsekvent sätt över tiden.
En författningsdomstols främsta syfte är att kontrollera den lagstiftande och exekutiva makten utifrån grundlagen. Bland de mer kända exemplen kan nämnas den tyska författningsdomstolen, som vuxit fram som idé sedan tysk-romerska riket. År 1919 gavs riksdomstolarna formell rätt att pröva författningar inom vissa områden, och i grundlagen 1949 infördes en särskild domstol med samlad kompetens och rätt att uttryckligen sätta lagar oförenliga med grundrättighetssystemet ur spel.
Typiskt för en författningsdomstol är att den kan göra en abstrakt prövning av en lag. Det innebär att det inte behöver finnas någon tvist i ett enskilt fall för att domstolen skall pröva lagen gentemot landets grundlag. Det räcker med att vilken medborgare som helst anmäler att han eller hon vill ha lagen prövad.
I Sverige finns en utbredd uppfattning att USA:s högsta domstol fungerar som en författningsdomstol i USA.
USA har inte en separat författningsdomstol i europeisk mening, men Högsta domstolen genom rättsfallet Marbury v. Madison (1803) etablerat rätten till rättslig prövning och kan ogiltigförklara lagar som strider mot konstitutionen."
Sverige har ingen författningsdomstol. Däremot finns det ett svenskt system för författningsprövning. I första hand kontrolleras regeringens propositioner, och deras överensstämmande med lagarna, av Lagrådet, som dock inte har något överprövande mandat. Därutöver får en svensk domstol i ett enskilt fall inte tillämpa en författning om den står i strid med en överordnad författning (till exempel lag som strider mot grundlag). Inte heller får en domstol tillämpa en lag som har tillkommit i obehörig ordning. I sådana fall ska domstol på eget initiativ åsidosätta den olagligt tillkomna eller grundlagsstridiga bestämmelsen. Till sist har också domstolar i vissa fall möjlighet att likt en författningsdomstol pröva regeringens och förvaltningsmyndigheternas beslut och föreskrifter genom lagprövning, rättsprövning och resning.
Venedigkommissionen, tillsatt av Europarådet, har i Draft Vademecum on Constitutional Justice (CDL-JU/2004/029) lagt fram förslag på riktlinjer för författningsdomstolar.